# Академік Іван Павлов (фільм)
«Академік Іван Павлов» (рос. «Академик Иван Павлов») — російський радянський повнометражний чорно-білий художній фільм, поставлений на Ленінградської ордена Леніна кіностудії «Ленфільм» в 1949 році режисером Григорієм Рошалем.
Прем'єра фільму в СРСР відбулася 21 лютого 1949 року.

## Зміст
Іван Петрович Павлов (1849-1936) — видатний вчений-фізіолог, нобелівський лауреат, творець вчення про вищу нервову діяльність. Фільм розповідає про роботу Павлова з перших його кроків у науці до сенсаційних відкриттів, що відіграли величезну роль у розвитку медицини та психології.

## Ролі
- Олександр Борисов — Іван Павлов
- Ніна Алісова — студентка Варвара Іванова, соратниця академіка
- Володимир Честноков — Забелін
- Федір Нікітін — професор Званцев
- Володимир Балашов — Семенов
- Микола Плотніков — Нікодим Васильович
- Мар'яна Сафонова — Серафима Василівна
- Іван Дмитрієв — Дмитро Петрович Павлов
- Григорій Шпігель — професор Петрищев
- Василь Софронов — Телегін
- Георгій Бельнікевич — С. М. Кіров
- Микола Черкасов — А. М. Горький
- Павло Панков — студент
- Володимир Сошальський — студент (в титрах не вказаний)
- Костянтин Адашевський — Степан Лукич (в титрах не вказаний)
- Владислав Стржельчик — гімназист (в титрах не вказаний)
- Георгій Тейх — епізод (в титрах не вказаний)

## Знімальна група
- Сценарій - Михайло Папава
- Постановка - Григорія Рошаля
- Режисер - Геннадій Казанський
- Оператори - В'ячеслав Горданов, Мойсей Магід, Лев Сокальський, Євген Кирпичов
- Художники - Євген Еней, Абрам Векслер
- Композитор - Дмитро Кабалевський
- Звукооператор - Арнольд Шаргородський
- Художник по костюмах - Тамара Левицька
- Художник-гример - Василь Ульянов
- Монтажер - Валентина Миронова
- Комбіновані зйомки:
Оператор — Георгій Шуркін
Художник — А. Алексєєв
Домальовування - А. Петрової
- Другий режисер - Е. Галь
- Асистенти режисера - Є. Вишневська, Катерина Сердечкова, А. Соколов
- Симфонічний оркестр Ленінградської державної філармонії
Диригент - Л. С. Юхнін
- Директор картини - І. Гольдін
- Художній керівник - С. Д. Васильєв

Фільм відновлений на кіностудії «Мосфільм» в 1976 році

Режисер - К. Полонський

Звукооператори - Леонід Воскальчук, І. Стулова

Оператор - Володимир Яковлєв

Монтажёр — Ирма Цекова

Диригент - Володимир Васильєв

Музичний редактор - Раїса Лукіна

Редактор - В. Дьяченко

## Нагороди
- Основні творці фільму удостоєні Сталінської премії першого ступеня за 1950 рік. Лауреати премії: Г. Рошаль, М. Папава, Ф. Нікітин, В. Честноков, В. Горданов, М. Магид, С. Сокольський.
- Премія Праці на II МКФ в Готвальдові, ЧССР (1949).
- Премія «За найкраще виконання чоловічої ролі» О. Борисову на IV МКФ в Маріанських Лазнях, ЧССР (1949).